# Taras Bulba (Janáček)
Taras Bulba és una rapsòdia per a orquestra del compositor Leoš Janáček. Va ser composta entre 1915 i 1918 i és una de les obres més famoses de Janáček. Es basa en la novel·la de Nikolai Gógol.
La primera versió de l'obra va ser acabada el 2 de juliol de 1915, però Janáček més tard la va revisar fent canvis substancials. La segona versió, gairebé completa, va ser acabada el 29 de març de 1918. Taras Bulba fou estrenada al Teatre Mahen de Brno el 9 d'octubre de 1921, dirigida per František Neumann. La composició va ser dedicada a "el nostre exèrcit, el protector armat de la nostra nació". Va ser publicada per Hudební matice el 1924 en un arranjament per a duet de piano fet per Břetislav Bakala. El 1927 la partitura sencera va ser publicada amb petits canvis.
Janáček va descriure la peça com a «rapsòdia» i va escollir tres episodis de la història de Gógol per a aquesta pintoresca obra programàtica.

## Descripció

### Instrumentació
La música és escrita per a piccolo (doblant flauta), 2 flautes, 2 oboès, corn anglès, 2 clarinets, 2 fagots, contrafagot (doblant fagot), 4 trompes, 3 trompetes, 3 trombons, tuba, timbales, caixa, platerets, triangle, campanes, arpa, orgue i cordes.

### Moviments
La música es compon de tres moviments:
1. La mort d'Andrei
2. La mort d'Ostap
3. La profecia i mort de Taras Bulba
El primer moviment, La mort d'Andrei, es focalitza en el fill més jove del cosac Taras Bulba, que s'enamora de la filla d'un general polonès. L'obertura és un episodi apassionat entre els amants amb solos per a corn anglès, violí, i oboè. Hi ha pistes ocasionals de foscor pertot arreu, i finalment la música creix més turbulenta, mostrant una batalla entre els dos exèrcits: lladrucs de trombó enfadat, retocs de campanes, i triomfants crits de trompetes. Andrei lluita al costat dels polonesos, però quan el seu pare s'apropa a ell dins la batalla i s'adona de la seva traïció, abaixa el seu cap per ser mort per Taras Bulba. Al final, hi ha una reminiscència breu de la música d'amor.
El segon moviment, La mort d'Ostap, tracta del fill més gran de Taras Bulba, que està aclaparat per la pena de la mort d'Andrei. És capturat pels polonesos durant la batalla i és conduït a Varsòvia per ser torturat i executat. Taras Bulba es cola a Varsòvia disfressat, i en el moment de la mort d'Ostap, s'oblida d'on està i crida al seu fill. Gran part de la música es recull amb una mena d'inexorable marxa coixejant. Al final hi ha una salvatge masurca que representa als polonesos ballant pel triomf. Taras Bulba està personificada per un trombó fosc, i Ostap és interpretat per un clarinet alt. Hi ha clars paral·lels en l'execució del principi d'aquestes dues escenes: la Simfonia fantàstica de Berlioz i Till Eulenspiegels lustige Streiche de Richard Strauss.
En el moviment final, La profecia i mort de Taras Bulba, els cosacs lluiten per tot Polònia per venjar Ostap. Taras Bulba és capturat a temps en una batalla al riu Dnieper, però abans havia sigut cremat fins a la mort per l'exèrcit polonès. Abans de morir emet una profecia desafiant: «Creieu que hi ha res al món a la qual un cosac tingui por, espereu, arribarà un moment en què aprendreu el que la fe ortodoxa russa és! Ja les persones la senten de lluny i de prop. Un tsar s'aixecarà sobre la terra russa, i no hi haurà cap poder en el món que no es pot sotmetre a ell!» La música de l'obertura és plena de música de batalla i crits de guerra de Taras Bulba -els trombons de nou, fins a un passatge silenciós que representen la seva captura. La profecia en si és un passatge d'agitació per al metall i l'orgue, que culmina amb el repic de campanes i un epíleg triomfal.